# 泽尔尼克环形山
泽尔尼克环形山(Zernike)是位于月球背面的一座大撞击坑，其名称取自荷兰物理学家，1953年诺贝尔物理学奖获得者弗里茨·泽尔尼克(1888年–1966年)，1970年被国际天文联合会正式批准接受。

## 描述
该陨坑位于弗罗因德利希-沙罗诺夫盆地之内，西北毗邻安德森环形山、东北靠近帕帕列克西环形山、斯潘塞·琼斯环形山则连接在它的南侧外壁边缘。陨坑中心月面坐标为18°24′N 168°12′E / 18.4°N 168.2°E，直径50.68公里，深度约为2.36公里。
如同月球背面的许多陨石坑一样，该陨坑也受到后续的撞击侵蚀，尤其是南半部磨损明显，沿边缘覆盖着数座小撞击坑；坑壁平均高出周边地形1130米，内部容积约有2064.19公里³，坑底地表崎岖不平。

## 卫星陨石坑
按惯例，最靠近泽尔尼克环形山的卫星坑在月图上以字母标注在该坑中心点的旁边。
| 泽尔尼克 | 纬度    | 经度     | 直径    |
| -------- | ------- | -------- | ------- |
| T        | 18.5° N | 166.9° E | 17 公里 |
| W        | 19.6° N | 166.8° E | 27 公里 |
| Z        | 20.9° N | 168.0° E | 30 公里 |